# Jean-Pierre Girod de Thoiry
Jean-Pierre Girod de Thoiry est un homme politique français né le 27 février 1732 à Thoiry (Ain) et mort le 2 mars 1823 à Thoiry.

## Biographie
Avocat et procureur du roi de la maréchaussée de Gex, il est député du bailliage de Gex aux états généraux de 1789. Il est élu député de l'Ain au Conseil des Cinq-Cents le 24 germinal an VI.

## Sources
- « Jean-Pierre Girod de Thoiry », dans Adolphe Robert et Gaston Cougny, Dictionnaire des parlementaires français, Edgar Bourloton, 1889-1891 [détail de l’édition]